# 拐点

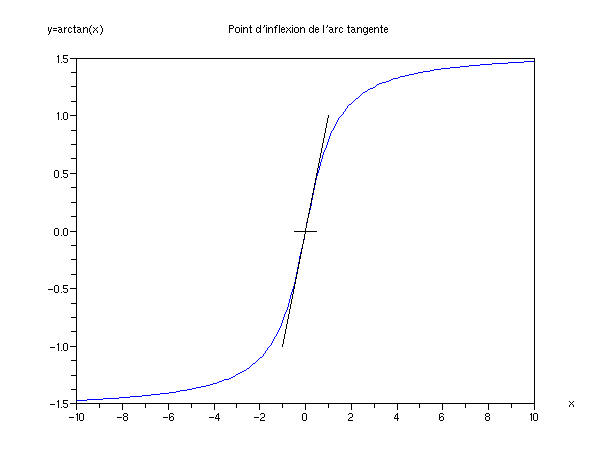
反正切函數的拐點

拐點（英語：Inflection point）或稱拐點，是一條连续曲線由凸轉凹，或由凹轉凸的點，或者等價地說，是使切線穿越曲線的點。
決定曲線的拐點有助於理解曲線的外形，這在描繪曲線圖形時特別有用。

## 定義
若曲線圖形在一點由凸轉凹，或由凹轉凸，則稱此點為拐點。直觀地說，拐點是使切線穿越曲線的點。
若該曲線圖形的函數在某点的二阶導數為零或不存在，且二阶导数在该点两侧符号相反，该点即为函数的拐点。這是尋找拐點時最實用的方法之一。

## 拐点的必要条件
拐点的必要条件：设{\displaystyle f(x)}在{\displaystyle (a,b)}内二阶可导，{\displaystyle x_{0}\in (a,b)}，若{\displaystyle (x_{0},f(x_{0}))}是曲线{\displaystyle y=f(x)}的一个拐点，则{\displaystyle f''(x_{0})=0}。
比如，{\displaystyle f(x)=x^{4}}，有{\displaystyle f''(0)=0}，但是0两侧全是凸，所以0不是函数{\displaystyle f(x)=x^{4}}的拐点。
拐点的充分条件：设{\displaystyle f(x)}在{\displaystyle (a,b)}内二阶可导，{\displaystyle f''(x_{0})=0}，若在{\displaystyle x_{0}}两侧附近{\displaystyle f''(x)}异号，则点{\displaystyle (x_{0},f(x_{0}))}为曲线的拐点。否则（即{\displaystyle f''(x_{0})}保持同号），{\displaystyle (x_{0},f(x_{0}))}不是拐点。

## 分類
拐點可以根據{\displaystyle f'(x)}為零或不為零，進行分類：
- 如果{\displaystyle f'(x)}為零，此點為拐點的驻点，簡稱為鞍點。
- 如果{\displaystyle f'(x)}不為零，此點為拐點的非驻点。

例如：{\displaystyle y=x^{3}}的點{\displaystyle (0,0)}是一個鞍點，切線為{\displaystyle x}軸，切線正好將圖像分為兩半。

## 參數曲線的拐點
平面參數曲線的拐點是使其曲率變號的點，此時曲率中心（居於曲線凹側）從曲線的一側換至另一側。

## 雙正則點與拐點
雙正則點是使得參數曲線的一階與二階微分（它們是向量）線性獨立的點。在雙正則點上，曲線既無拐點亦非直線。在非雙正則點上曲率為零，但是不一定有變號。在尋找參數曲線的拐點時，我們通常先以微分找出非雙正則點，繼之研究其局部性狀，以判定是否為拐點。
註：某些作者偏好將拐點定義為「使一階與二階微分平行的點」，在此定義下，切線不一定在該點穿越曲線本身。

## 代數曲線的拐點
設{\displaystyle C}為域{\displaystyle F}上的平面代數曲線，其拐點定義為一平滑點{\displaystyle P\in C(F)}，使得該點切線{\displaystyle L_{P}}與{\displaystyle C}在{\displaystyle P}點的相交重數{\displaystyle \geq 3}。
注意到一條曲線與{\displaystyle C}在{\displaystyle P}點相切的充要條件是相交重數{\displaystyle \geq 2}。當{\displaystyle F=\mathbb {R} }時，代數曲線的拐點定義等價於上節註記中的廣義定義。

## 文獻
- Robin Hartshorne (1997). Algebraic Geometry. Springer-Verlag. ISBN 0-387-90244-9.